# HD179709
HD179709 — хімічно пекулярна зоря спектрального класу A0, що має видиму зоряну величину в смузі V приблизно  9,0.
Вона  розташована на відстані близько 4530,0 світлових років від Сонця.

## Пекулярний хімічний склад
Зоряна атмосфера HD179709 має підвищений вміст 
Si
.